# Эффект Нернста — Эттингсгаузена
Эффект Нернста — Эттингсгаузена, или поперечный эффект Нернста — Эттингсгаузена, — термомагнитный эффект, наблюдаемый при помещении полупроводника, в котором имеется градиент температуры, в магнитное поле. Данный эффект был открыт в 1886 году В. Нернстом и А. Эттингсгаузеном. В 1948 году эффект в металлах получил своё теоретическое обоснование в работе Зондхаймера

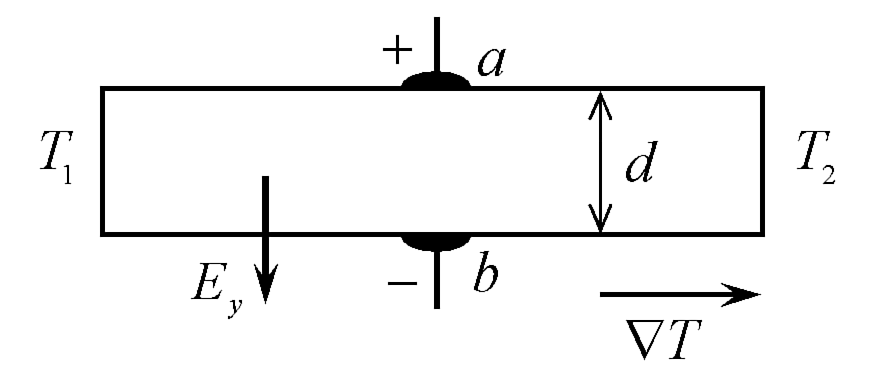

Суть эффекта состоит в том, что в полупроводнике появляется электрическое поле {\displaystyle \mathbf {E} }, перпендикулярное к вектору градиента температур {\displaystyle \nabla T} и вектору магнитной индукции {\displaystyle \mathbf {B} }, то есть в направлении вектора {\displaystyle [\nabla T,\;\mathbf {B} ]}. Если градиент температуры направлен вдоль оси {\displaystyle X}, а магнитная индукция — вдоль {\displaystyle Z}, то электрическое поле параллельно вдоль оси {\displaystyle Y}. Поэтому между точками {\displaystyle a} и {\displaystyle b} (см. рис.) возникает разность электрических потенциалов {\displaystyle u}. Величину напряжённости электрического поля {\displaystyle E_{y}} можно выразить формулой:
{\displaystyle E_{y}={\frac {u}{d}}=q_{\bot }B_{z}{\frac {dT}{dx}},}
где {\displaystyle q_{\bot }} — так называемая постоянная Нернста — Эттингсгаузена, которая зависит от свойств полупроводника и может принимать как положительные, так и отрицательные значения. Например, в германии с удельным сопротивлением ~ 1 Ом/см при комнатной температуре, при {\displaystyle B\sim 10^{3}} Гс и {\displaystyle dT/dx\sim 10^{2}} К/см наблюдается электрическое поле {\displaystyle E_{y}\sim 10^{-2}} В/см. Значение постоянной {\displaystyle q_{\bot }}, а следовательно и {\displaystyle E_{y}}, сильно зависят от температуры образца и от магнитного поля и при изменении этих величин могут даже изменять знак.
Поперечный эффект Нернста — Эттингсгаузена возникает по той же причине, что и эффект Холла, то есть в результате отклонения потока заряженных частиц силой Лоренца. Различие, однако, заключается в том, что при эффекте Холла направленный поток частиц возникает в результате их дрейфа в электрическом поле, а в данном случае — в результате диффузии.
Существенным отличием является также тот факт, что, в отличие от постоянной Холла, знак {\displaystyle q_{\bot }} не зависит от знака носителей заряда. Действительно, при дрейфе в электрическом поле изменение знака заряда приводит к изменению направления дрейфа, что и даёт изменение знака поля Холла. В данном же случае поток диффузии всегда направлен от нагретого конца образца к холодному, независимо от знака
заряда частиц. Поэтому направления силы Лоренца для положительных и отрицательных частиц взаимно противоположны, однако направление потоков электрического заряда в обоих случаях одно и то же.

## Продольный эффект Нернста — Эттингсгаузена
Продольный эффект Нернста — Эттингсгаузена заключается в изменении термоэдс металлов и полупроводников под влиянием магнитного поля.
В отсутствие магнитного поля термоэдс в электронном полупроводнике определяется разностью компонент скоростей быстрых электронов (движущихся с горячей стороны) и медленных электронов (движущихся с холодной стороны) вдоль градиента температуры.
При наличии магнитного поля продольные (вдоль градиента температуры) и поперечные (поперек градиента температуры) компоненты скоростей электронов изменяются в зависимости от угла поворота скорости электронов в магнитном поле, определяемого временем свободного пробега электронов {\displaystyle \tau } в металле или полупроводнике.
Если время свободного пробега {\displaystyle \tau } для медленных электронов или дырок (в полупроводниках) больше, чем для быстрых, то {\displaystyle {\frac {v_{1x}(H)}{v_{1x}(0)}}>{\frac {v_{2x}(H)}{v_{2x}(0)}}}, где {\displaystyle v_{1x}(H),\;v_{2x}(H)} — продольные компоненты скоростей медленных и быстрых электронов при наличии магнитного поля, {\displaystyle v_{1x}(0),\;v_{2x}(0)} — продольные компоненты скоростей медленных и быстрых электронов при отсутствии магнитного поля. Величина термоэдс в магнитном поле, пропорциональная разности {\displaystyle v_{2x}(H)-v_{1x}(H)} будет больше, чем в отсутствие магнитного поля при разности {\displaystyle v_{2x}(0)-v_{1x}(0)}. И, наоборот, если время свободного пробега {\displaystyle \tau } для медленных электронов меньше, чем для быстрых, наличие магнитного поля уменьшает термоэдс.
В электронных полупроводниках термоэдс в магнитном поле увеличивается, если время свободного пробега {\displaystyle \tau } уменьшается с увеличением энергии электрона (при рассеянии на акустических фононах).
В электронных полупроводниках термоэдс в магнитном поле уменьшается, если время свободного пробега {\displaystyle \tau } увеличивается с увеличением энергии электрона (при рассеянии на ионизированных атомах примеси).